# Чемпіонат України з настільного тенісу 2017
Чемпіонат України з настільного тенісу 2017 року — особисто-командна першість України з настільного тенісу, що відбулась з 1 по 4 березня 2017 року в місті Київ під егідою Федерації настільного тенісу України.
Змагання проходили в спортивному залі Національного педагогічного університету імені М. П. Драгоманова по вулиці Пирогова, 9, Київ.

## Переможці
- Командна першість. Чоловіки:
  1.  Львівська область (Олександр Дідух, Олександр Тимофєєв, Ростислав Білий).
  2.  Чернігівська область (Віктор Єфімов, Олександр Бельський).
  3.  Дніпропетровська область (Денис Калачевський, Ігор Завадський).
- Командна першість. Жінки:
  1.  Харківська область (Тетяна Біленко, Ганна Гапонова).
  2.  Львівська область (Ірина Моцик, Соломія Братейко).
  3.  Одеська область (Наталія Алєксєєнко, Анастасія Єфімова, Ганна Фарландська).
- Особиста першість. Чоловіки:
  - недограно[2]
- Особиста першість. Жінки:
  1.  Ірина Моцик (Львів).
  2.  Зоя Новікова (Дніпро).
  3.  Ганна Храмцова (Харків).
- Парний жіночий розряд:
  1.  Наталія Алєксєєнко — Ганна Фарландська.
  2.  Ірина Моцик — Ганна Храмцова.
  3.  Соломія Братейко — Вероніка Гуд.
- Парний чоловічий розряд:
  1.  Віктор Єфімов — Лей Коу.
  2.  Дмитро Писар — Євген Прищепа.
  3.  Олександр Дідух — Ярослав Жмуденко.
- Парний змішаний розряд:
  1.  Олександр Тужилін — Ганна Фарландська.
  2.  Ярослав Жмуденко — Соломія Братейко.
  3.  Денис Калачевський — Зоя Новікова.